# Meg Hemphill
Meg Hemphill (jap. ヘンプヒル 恵, Hempuhiru Megu; * 23. Mai 1996 in Tanabe) ist eine japanische Leichtathletin, die sich auf den Siebenkampf spezialisiert hat.

## Sportliche Laufbahn
Ihren ersten internationalen Wettkampf bestritt Meg Hemphill bei den Jugendweltmeisterschaften 2013 in Donezk, bei denen sie mit 5454 Punkten den siebten Platz im Siebenkampf belegte und im 100-Meter-Hürdenlauf bis in das Halbfinale gelangte. Zwei Jahre später nahm sie an den Asienmeisterschaften in Wuhan teil und wurde dort mit 5493 Punkten Vierte. Wiederum zwei Jahre später gewann sie bei den Asienmeisterschaften 2017 in Bhubaneswar die Silbermedaille hinter der Inderin Swapna Barman. 2018 nahm sie erstmals an den Asienspielen in Jakarta teil und belegte dort mit 5654 Punkten den sechsten Platz. Im Jahr darauf konnte sie ihren Wettkampf bei den Asienmeisterschaften in Doha nicht beenden.
2017 wurde Hemphill Japanische Meisterin im Siebenkampf. Sie ist Studentin an der Chūō-Universität in Tokio.

## Persönliche Bestleistungen

### Siebenkampf
- 5907 Punkte, 11. Juni 2017 in Nagano

| Disziplin    | Ergebnis    | Punkte |
| ------------ | ----------- | ------ |
| 100 m Hürden | 13,35 s     | 1072   |
| Hochsprung   | 1,71 m      | 867    |
| Kugelstoßen  | 11,13       | 604    |
| 200 m        | 24,87 s     | 899    |
| Weitsprung   | 6,06 m      | 868    |
| Speerwurf    | 45,02 m     | 764    |
| 800 m        | 2:19,32 min | 833    |

- 100 m Hürden: 13,40 s (+2,0 m/s), 29. April 2017 in Hiroshima
- 400 m Hürden: 59,37 s, 19. Oktober 2014 in Nagasaki